# يوهان أندريه (ملحن)
يوهان أندريه (بالألمانية: Johann André)‏ هو منظر موسيقى وملحن وعازف بيانو ألماني، ولد في 28 مارس 1741 في أوفنباخ أم ماين في ألمانيا، وتوفي بنفس المكان في 18 يونيو 1799.

## وصلات خارجية
- يوهان أندريه على موقع ميوزك برينز (الإنجليزية)
- يوهان أندريه على موقع ديسكوغز (الإنجليزية)